# Lista siturilor arheologice din județul Alba - O
Lista siturilor arheologice din județul Alba - O conține toate siturile arheologice din județul Alba înscrise în Repertoriul Arheologic Național (RAN) și aflate în localități al căror nume începe cu litera O. RAN este administrat de Ministerul Culturii și Patrimoniului Național și cuprinde date științifice, cartografice, topografice, imagini și planuri, precum și orice alte informații privitoare la zonele cu potențial arheologic, studiate sau nu, încă existente sau dispărute.
Puteți căuta un sit din localitățile care încep cu litera O folosind formularul de mai jos sau puteți naviga prin toate siturile din județ la Lista siturilor arheologice din județul Alba.
| Cuprins                                                       |
| ------------------------------------------------------------- |
| Top - A B C D E F G H I J K L M N O P Q R S Ș T Ț U V W X Y Z |

| Cod RAN                                 | Denumire | Localitate                                         | Adresă            | Datare         | Descoperit  | Coordonate                                    | Imagine           | Erori            |
| --------------------------------------- | --- | -------------------------------------------------- | ----------------- | -------------- | ----------- | --------------------------------------------- | ----------------- | ---------------- |
| 5737.01.01 (Cod LMI: AB-I-m-B-00053.03) | Situl arheologic de la Obreja - "La Cânepi" / ansamblu anonim (Categorie: locuire civilă) (Tip: Așezare)    | sat Obreja, comuna Mihalț                          | La Cânepi         | Petrești       |             |                                               | Încărcați imagine | Raportați eroare |
| 5737.01.02 (Cod LMI: AB-I-m-B-00053.02) | Situl arheologic de la Obreja - "La Cânepi" / ansamblu anonim (Categorie: locuire civilă) (Tip: Așezare)    | sat Obreja, comuna Mihalț                          | La Cânepi         | Wietenberg     |             |                                               | Încărcați imagine | Raportați eroare |
| 5737.01.03 (Cod LMI: AB-I-m-B-00053.01) | Situl arheologic de la Obreja - "La Cânepi" / ansamblu anonim (Categorie: locuire civilă) (Tip: Așezare)    | sat Obreja, comuna Mihalț                          | La Cânepi         | sec. II - IV   |             |                                               | Încărcați imagine | Raportați eroare |
| 5808.01 (Cod LMI: AB-I-s-B-00054)       | Situl arheologic de la Ormeniș - "Cânepiști" (Categorie: locuire civilă) (Tip: așezare)                     | sat Ormeniș, comuna Mirăslău                       | Cânepiști         | sec. VIII - IX |             |                                               | Încărcați imagine | Raportați eroare |
| 5808.01.01 (Cod LMI: AB-I-m-B-00054.02) | Situl arheologic de la Ormeniș - "Cânepiști" / ansamblu anonim (Categorie: locuire civilă) (Tip: Așezare)   | sat Ormeniș, comuna Mirăslău                       | Cânepiști         |                |             |                                               | Încărcați imagine | Raportați eroare |
| 5808.01.02 (Cod LMI: AB-I-m-B-00054.01) | Situl arheologic de la Ormeniș - "Cânepiști" / ansamblu anonim (Categorie: locuire civilă) (Tip: Așezare)   | sat Ormeniș, comuna Mirăslău                       | Cânepiști         | sec. VIII - IX |             |                                               | Încărcați imagine | Raportați eroare |
| 4446.01.01                              | Așezarea neolitică de la Oiejdea- Dealul Bilag / ansamblu anonim (Categorie: locuire civilă) (Tip: Așezare) | sat Oiejdea, comuna Galda de Jos                   | Dealul Bilag      |                |             |                                               | Încărcați imagine | Raportați eroare |
| 6173.01                                 | Obiecte neo-eneolitice de la Ohaba- Bolunda și Părauă (Categorie: descoperire izolată) (Tip: obiect izolat) | sat Ohaba, comuna Ohaba                            | Bolunda și Părauă |                |             |                                               | Încărcați imagine | Raportați eroare |
| 5292.01                                 | Obiect neolitic de la Odverem (Categorie: descoperire izolată) (Tip: obiect izolat)                         | sat Odverem, comuna Lopadea Nouă                   |                   |                |             |                                               | Încărcați imagine | Raportați eroare |
| 1801.01.01                              | Așezări neolitice la Ocna Mureș / ansamblu anonim (Categorie: locuire civilă) (Tip: Așezare)                | oraș Ocna Mureș                                    |                   |                |             |                                               | Încărcați imagine | Raportați eroare |
| 1053.01.01                              | Așezarea eneolitică de la Oarda - "Dublihan" / ansamblu anonim (Categorie: locuire civilă) (Tip: Așezare)   | localitate componentă Oarda, municipiul Alba Iulia | Dublihan          | Petrești       | august 2000 | 46°03′07″N 23°33′43″E / 46.05194°N 23.56194°E | Încărcați imagine | Raportați eroare |